# 1982 au Liban
Chronologie du Liban
- 1978
- 1979
- 1980
- 1981
- 1982
- 1983
- 1984
- 1985
- 1986

Cet article présente les faits marquants de l'année 1982 au Liban ou concernant ce pays.

## Évènements
- 24 mai : un attentat à la voiture piégée contre l'ambassade de France au Liban provoque 11 morts et 27 blessés[1].
- 3 juin : un attentat contre l’ambassadeur israélien à Londres Shlomo Argov donne le prétexte de l’invasion israélienne du Liban[2].
- 6 juin : 
  - opération « Paix pour la Galilée ». Les troupes israéliennes menées par Ariel Sharon envahissent le Liban et liquident les poches de résistance palestiniennes au Liban Sud[2].
  - résolution 509 du Conseil de sécurité des Nations unies

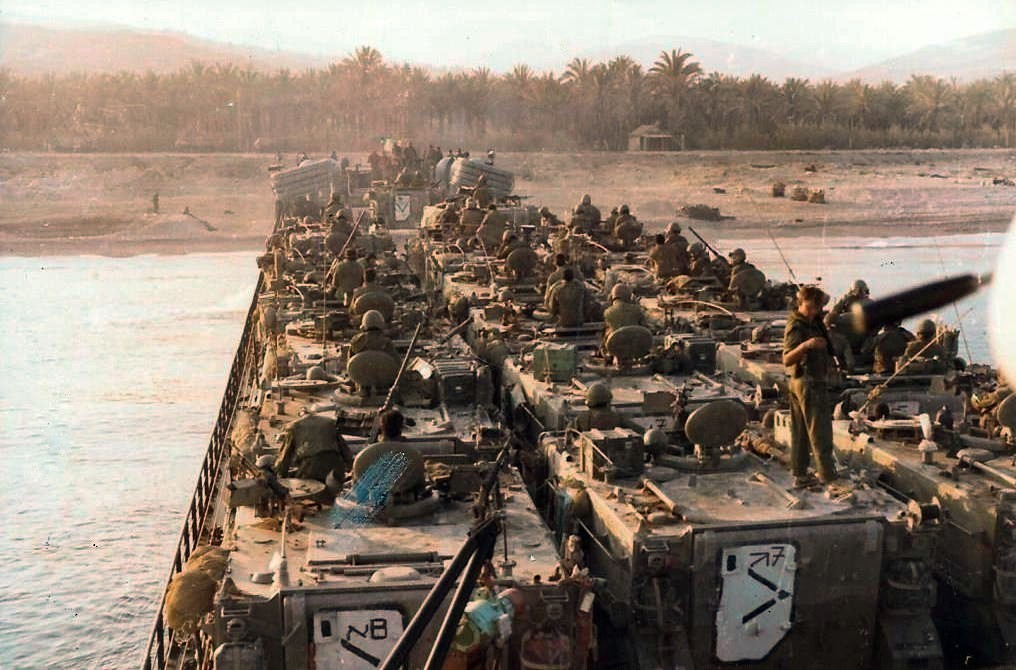
6 juin : Invasion israélienne du Liban. Profitant de la guerre civile libanaise, Israël, allié aux Phalanges maronites de la famille Gemayel, porte la guerre au Liban (1982-1985), sans remporter la victoire escomptée.

- 13 juin : les Israéliens font leur jonction avec les FL et le 3 juillet mettent le siège devant Beyrouth, sans pouvoir y entrer, du fait de l’opposition américaine[2].
- 4 juillet : enlèvement de quatre diplomates iraniens au Liban par des phalangistes chrétiens[3].
- 19 juillet, Liban : enlèvement de David Dodge, président de l’Université américaine de Beyrouth par des extrémistes chiites pro-iraniens. Il est détenu dans une prison près de Téhéran jusqu’à sa libération un an plus tard[3].
- 12 août : résolution 518 du Conseil de sécurité des Nations unies
- 23 août : Bashir Gemayel est élu président du Liban. Il refuse le traité de paix proposé par Israël et exige le départ des forces étrangères[4].
- 14 septembre : l’assassinat du nouveau président libanais Bashir Gemayel permet l’entrée des troupes israéliennes à Beyrouth-Ouest[4].
- 16 septembre : constitution du Front de la résistance libanaise, animé par les communistes libanais, qui multiplie les attentats contre la présence israélienne[5].
- 16 au 17 septembre : massacre (500 à 3 000 morts) palestiniens et libanais à Sabra et Chatila, Beyrouth, par des milices chrétiennes sans qu’interviennent les troupes israéliennes[6]. Les manifestations des Palestiniens des Territoires occupés sont durement réprimées par l’armée israélienne. L’opposition à la guerre monte en Israël même, tandis que les protestations internationales se multiplient.
- 21 septembre : Amine Gemayel, frère de Bachir, est élu président de la République du Liban[7]. Il favorise la reconstruction d’une armée nationale et s’appuie sur la Force multinationale. Mais les milices soutenues par Damas reprennent le combat et l’accord de paix avec Israël n’est pas ratifié par le Parlement. L’occupation israélienne s’enlise jusqu’à son départ en 1984 face aux actions des chiites (milice Amal de Nabih Berri et Hezbollah) et du Front de la résistance nationale libanaise.
- 28 septembre : la commission Kahane est chargée par le gouvernement israélien d’enquêter sur le massacre de Sabra et Chatila[8].

## Cinéma
- Beyrouth ma ville, film documentaire réalisé par Jocelyne Saab en 1982, au Liban, durant le siège de Beyrouth-Ouest par l'armée israélienne - un des épisodes  de l'invasion israélienne du Liban en 1982[9].
- Petites Guerres (arabe : حروب صغيرة ; Horoub Saghira), film franco-libanais réalisé par Maroun Bagdadi et sorti en 1982. Il évoque la guerre du Liban. Il a été présenté au Festival de Cannes dans la sélection Un certain regard[10].